# Dolmens des Varennes de Cumeray
Les dolmens des Varennes de Cumeray sont deux dolmens situés au Thoureil, dans le département français de Maine-et-Loire. Le plus grand des deux est aussi appelé les Pierres cabrées.

## Les Pierres cabrées
Le dolmen est orienté selon l'azimut 150°. Il est en grande partie effondré : la plus grande dalle s'est brisée en deux morceaux, une table de couverture s'est cassée en trois morceaux, un autre orthostate a basculé à l'intérieur de la chambre et la dalle de chevet s'est effondrée. La chambre comportait un plan octogonal. Elle était précédée d'un portique ou d'un court couloir très bas dont les éléments sont encore visibles. Toutes les dalles sont en grès.
L'édifice a été remanié et réutilisé tardivement comme l'atteste la présence de tuiles romaines dans le cairn.

## Petit dolmen
Il est situé à environ 30 m à l'ouest du précédent. Désormais totalement ruiné, seules quatre dalles sont encore visibles. Selon Godard Faultrier, il était encore intact vers 1832.